# ثانين تشيرافانونت
 ثانين تشيرافانونت (بالإنجليزية: Dhanin Chearavanont) هو رجل أعمال وملياردير تايلاندي، يعيش في بانكوك. وهو رئيس مجلس الإدارة لمجموعة شاروين بوكفاند، أكبر شركة خاصة في تايلاند. دانين هو رئيس عائلة تشيرافانونت، التي صنفتها مجلة فوربس آسيا في عام 2017 باعتبارها رابع أغنى عائلة في آسيا بثروة صافية تبلغ 36.6 مليار دولار أمريكي.

## النشأة والتعليم
ولد دانين عام 1939، وهو الابن الرابع والأصغر لشيا إيك تشور. وهو من أتباع البوذية.

## الإحسان
في عام 2020، تبرع ثانين بمبلغ 21.8 مليون دولار أمريكي لمحاربة انتشار فيروس كورونا في تايلاند.

## روابط خارجية
- فوربس ثانين تشيرافانونت